# BB 66400
,,,

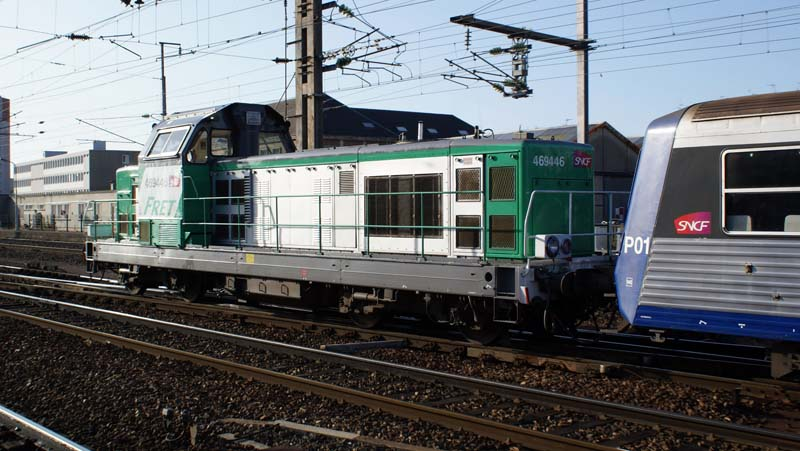
BB 69449 en tête d'une RRR à Amiens.

Les BB 66400 constituent une série de locomotives diesel de la Société nationale des chemins de fer français (SNCF).

## Description
Bien qu'inspirée largement de la 3e sous-série des BB 66000, avec même caisse et même moteur, les BB 66400 sont fondamentalement différentes au niveau de la conception de leur fonctionnement. Construites par les usines Alsthom de Belfort, ces locomotives sont aptes à circuler en unités multiples (UM) avec les véhicules de la même série, mais absolument pas avec les BB 66000.
- 1re série avec les  BB 66401 à BB 66440 livrées de juin 1968 à mai 1969
- 2e série avec les  BB 66441 à BB 66475 livrées de mai 1969 à août 1970
- 3e série avec les  BB 66476 à BB 66506 livrées de septembre 1970 à octobre 1971

Les BB 66400 ont la même particularité que les BB 67400, c'est-à-dire qu'elles disposent d'un alternateur triphasé, qui peut chauffer les rames, sans le fourgon chaudière traditionnel.

## Services effectués

### Dessertes voyageurs SNCF
- Lille - Tourcoing (jusqu'en 1996 au temps des Corail Paris-Lille-Tourcoing)
- Paris-Lyon - Autun
- Paris-Lyon - Corbigny
- Paris-Nord - Ermont (jusque dans les années 1980)
- Paris-Est - Coulommiers (avec voitures de banlieue Est puis à partir du 11 janvier 1982 celle des Rame Inox Omnibus[5])
- Longueville - Provins
- Nantes - Clisson - Cholet - Angers-Saint-Laud (sans parcours intégral avec Rame Réversible Régionale)[6]
- Nantes - Les Sables-d'Olonne (jusqu'à la mise en desserte du TGV Atlantique dans cette première ville)[6]
- Nantes - Le Croisic (jusqu'à l'électrification)
- Nantes - Ligne de Sainte-Pazanne à Pornic (l'été uniquement et toutes saisons après celui de 1982)
- Nantes Saint-GIlles-Croix-de-Vie[7]
- Ligne d'Auray à Quiberon[8]
- Dunkerque - Calais
- Calais - Bâle
- Chaumont - Langres
- Dijon - Reims
- Chalindrey - Epinal
- Epinal - Remiremont
- Hazebrouck-Calais-Maritime
- Rouen-Rive-Droite ou Préfecture[6] – Sotteville[9] – Elbeuf - Saint-Aubin (avec Rame Réversible Régionale)
- Sotteville – Honfleur (avec Rame Réversible Régionale)[9]
- Sotteville – Saint-Pierre-du-Vauvray – Gaillon - Aubevoye – Vernon – Mantes-la-Jolie – Gargenville (avec Rame Réversible Régionale)[9]
- Le Mans – La Suze (avec Rame Réversible Régionale)[6]

(liste non exhaustive)
https://upload.wikimedia.org/wikipedia/commons/thumb/b/b1/Rouen_RD_station_1998_6.jpg/330px-Rouen_RD_station_1998_6.jpg (Image mise sur cette page car elle est sur celle des locomotives de cette série des petits numéros BB 66000)

### TER

#### Auvergne
- Clermont-Ferrand - Langogne (avec Rame Réversible Régionale)

#### Basse-Normandie
- Ligne de Caen à Rennes (avec Rame Inox Omnibus sur la partie régionale de la ligne en ce qui concerne le parcours de ces locomotives)[6]
- Axe radial régional de la Ligne de Mantes-la-Jolie à Cherbourg (avec Rame Inox Omnibus)[9]

#### Bourgogne
- Laroche - Migennes – Saint-Florentin - Vergigny (avec Rame Réversible Régionale)[6]

- Laroche - Migennes – Auxerre – Cravant - Bazarnes / Clamecy et Avallon (avec Rame Réversible Régionale)[6]

- Moulins - Dompierre-sept-fons avec (Rame Réversible Régionale)[9]

#### Haute-Normandie
- Sotteville – Rouen-Rive-Droite – Dieppe (avec Rame Réversible Régionale)[6],[9]
- Dieppe – Rouxmesnil (avec Rame Réversible Régionale)[9]

#### Lorraine
- Culmont - Chalindrey – Merrey – Contrexéville – Vittel (avec Rame Réversible Régionale)[6]
- Nancy-Ville – Blainville - Damelevières – Lunéville – Saint-Dié-des-Vosges[6] / Lunéville – Sarrebourg – Sarralbe[6] / Blainville - Damelevières – Epinal – Remiremont[6] / Epinal – Bruyères (avec Rame Réversible Régionale)[6]
- Neufchâteau – Gironcourt (avec Rame Réversible Régionale)[6]
- Neufchâteau – Andelot (avec Rame Réversible Régionale)[6]

#### Midi-Pyrénées
- Toulouse-Matabiau – Castres – Labruguière – Mazamet (dans le passé avec Rame Réversible Régionale)[6]
- Toulouse-Matabiau – Albi-Ville – Carmaux – Rodez (avec Rame Réversible Régionale)[6]
- Toulouse-Matabiau – Colomiers (dans le passé avec Rame Réversible Régionale)[6]

#### Picardie
- Amiens - Rue (avec Rame Réversible Régionale remplacées par BB 67300)

### Dessertes marchandises
- Nantes ou Nantes-État - Clisson - Cholet - Angers ou en véhicules via Ancenis[6]
- Gare de Nantes-État ou Nantes - Redon[6]avec prolongation sur la ligne de Savenay à Landerneau avant électrification dont Auray sur Pontivy[8]
- Nantes ou Nantes-Etat - Angers-Saint-Laud - Le Mans ou celui de Saint-Pierre-des-Corps (avant électrification de la Ligne de Tours à Saint-Nazaire)
- Nantes ou Nantes-Etat - Montoir-de-Bretagne - Port de Saint-Nazaire (avant électrification de la Ligne de Tours à Saint-Nazaire)

- Creil - Beauvais
- Chalindrey - Langres
- Langres - Vittel
- Langres - Contrexéville
- Caffiers - Dunkerque
- Saint-Dizier - Langres
- Chalindrey - Epinal
- Epinal - Remiremont
- Epinal - Gérardmer
- Gray - Auxonne
- Achères - Saint-Germain-en-Laye

(liste non exhaustive)

## Dépôts titulaires

### Situation de 1968 à 2002
- Chalindrey (dès août 1968 avec un effectif de 44 engins[8])
- La Plaine (dès mars 1982 avec un effectif de 6 engins, puis cession à Lens en mai 1988[8])
- Lens (avec les 10 premiers engins au 3e trimestre 1968 ou août de cette année la pour finir avec un effectif de 37[8])
- Limoges (dès septembre 1968 à mai 1970 avec 9 engins[8])
- Longueau (dès 1997 avec réception des 17 engins en provenance de Sotteville-lès-Rouen[8])
- Nantes (dès décembre 1968 jusqu'à novembre 1975 avec 35 engins et de juillet 1978 jusqu'en 1996 avec 19 engins[8],[6])
- Nevers (à partir de mars 1975 provenance de Nantes[8] et 1995 avec réception des 6 engins en provenance de Toulouse)
- Sotteville-lès-Rouen (dès mars 1981 avec 17 engins[8], puis transfert en 1997 à Longueau)
- Toulouse (dès mars 1985[8], avec réception de 4 engins en provenance de Chalindrey[10] pour finir avec 6, puis transfert en 1995 à Nevers)
- Vénissieux (dès novembre 1968 à septembre 1982 avec 34 engins[8])

### Situation en novembre 2003
- Seuls 3 dépôts regroupent les BB 66400 à savoir Chalindrey avec 47 engins, Longueau 36 et Nevers 23[11].

### Situation en janvier 2005
- Seuls 3 dépôts regroupent les BB 66400 à savoir Chalindrey avec 93 engins, Longueau 9 et Nevers 4.

### Situation en janvier 2007
- Seuls 3 dépôts regroupent les BB 66400 à savoir Chalindrey avec 61 engins, Longueau 7 et Nevers 6[12]

### Situation en 2009
Certaines d'entre elles ont été modernisées en BB 69400.
- Chalindrey : 5 engins
- Dijon Perrigny : 18 engins
- Longueau : 4 engins

### Situation en novembre 2012
- Seul STF Loc Infra SLI regroupe les BB 66400 avec Fret 11 engins et INFRA 5[13]

### Situation en novembre 2016
- Seul STF Loc Infra SLI regroupe les BB 66400 avec INFRA 16 engins[14]

## Engins particuliers
- La BB 66466 fut choisie pour être équipée d'un attelage automatique monté aux Ateliers de Nevers et fut mutée au dépôt de Vénissieux.
- La BB 66480 du dépôt de Lens fut mise à disposition de GEC-Alsthom pour tester une chaîne de traction asynchrone pour l'exportation. Elle circula sur le Chemin de Fer de l'Est de Lyon (CFEL) en décembre 1990 où elle resta jusqu'en janvier 1991 où elle fut mutée au dépôt de Nevers pour la poursuite de ses essais. Elle passa même sur le banc d'essais de Vitry en 1991.

## Informations particulières
- Le 31 octobre 2002, une UM de BB 66400 tracte un train d'agence allemand Nuremberg - Grenoble (via la ligne du Jura), composé de 5 voitures, entre Andelot et Morez.
- Les cinq derniers exemplaires de la BB 66400 encore en possession du conseil régional du Nord-Pas-de-Calais pour l'exploitation du TER Nord-Pas-de-Calais en 2004 ont été réformés en 2005.

## Machines préservées
- BB 66467 : anciennement préservé par l'AGRIVAP, maintenant préservé par l'AS BB 25500.
- BB 66503 au CFTPV, le Coni'fer dans le Doubs

## Modélisme
Les BB 66400 ont été reproduites en modélisme ferroviaire :
- par Jouef, à l'échelle HO.